# Remi Armand Coulvier-Gravier
Pour les articles homonymes, voir Gravier.
Remi Armand Coulvier-Gravier (né à Reims le 26 février 1802 et mort à Paris le 12 février 1868) est un astronome français. 

## Biographie
Remi Armand Coulvier-Gravier reprend la direction des fermes de son père et fonde en même temps, à Reims, une entreprise de roulage et une fabrique de tissus. Il se livre aux études astronomiques et météorologiques. Parmi les phénomènes célestes, il observe tout particulièrement celui des étoiles filantes. Du résultat de ses observations, il croit devoir établir une méthode naturelle de prédiction du temps à courte échéance. François Arago le fait nommer, en 1850, astronome de l’observatoire météorologique qu’on vient de créer au palais du Luxembourg.
Une rue Coulvier-Gravier existe a Reims.